# Селина Кайл (Готэм)
«Селина Кайл» (англ. Selina Kyle) — второй эпизод первого сезона американского телесериала «Готэм». Этот эпизод, как и предыдущий, был срежиссирован Дэнни Кэнноном по сценарию Бруно Хеллера.

## Сюжет
На улицах двое людей, Патти и Даг, выдавая себя за волонтеров из проекта мэра по поддержке бездомных, похищают двух детей и убивают бездомного ветерана войны, в то время как третьему ребенку, Макки, удается сбежать. Даг следует за ним, но в итоге случайно выбрасывает Макки в окно ресторана, позволяя ему сбежать. Гордон и Буллок исследуют тело ветерана и допрашивают Макки, однако Буллок скептически относится к его показаниям. Тем временем Кобблпот возвращается в Готэм-Сити автостопом. Двое парней подбирают его и угощают пивом, но когда пассажир говорит ему, что он ходит как «пингвин», он убивает его, а водителя, связанного и с кляпом во рту, держит в качестве заложника.
В полицейском участке криминалист Эдвард Нигма выявляет высокий уровень АТФ у Макки, что побуждает капитана Сару Эссен приказать Гордону и Буллоку провести расследование, но не раскрывать никакой информации СМИ. Монтойя и Аллен расследуют исчезновение Кобблпота и, допросив его мать, Гертруду Капельпут, приходят к выводу, что он был убит Муни и коррумпированными полицейскими.
Дон Фальконе беседует с Фиш Муни, рассказывая ей, что Кобблпот сказал ему, что она собирается выступить против него. Во время разговора с Бутчем Гилзином Муни планирует убить Фальконе. Когда Гордон показывает свое разочарование своей невесте Барбаре Кин, она передает информацию прессе в качестве анонимного сообщения. Гордон и Буллок устраивают засаду на Патти и Дага в лечебном учреждении, и хотя последним удается сбежать, детективы спасают детей.
Мэр Обри Джеймс решает отправить детей в службу по делам несовершеннолетних. Однако автобус, в котором находятся дети (включая Селину), угоняют Патти и Даг. Они отвозят их в контейнер для хранения, планируя отправить Кукольнику. После попытки поймать Селину их задерживают Гордон и Буллок, которые получили наводку от своего сотрудника Морри Квиллана. В участке Селина рассказывает Гордону, что видела, кто убил Уэйнов.

## Критика
| Источник          | Оценка   | Прим. |
| ----------------- | -------- | ----- |
| Rotten Tomatoes   | 72 %     | [ 1 ] |
| The A.V. Club     | С-       | [ 2 ] |
| Paste Magazine    | 6.5      | [ 3 ] |
| TV Fanatic        | 3,5 / 5  | [ 4 ] |
| IGN               | 7.6 / 10 | [ 5 ] |
| Den of Geek       | 2.5 / 5  | [ 6 ] |
| New York Magazine | 3 / 5    | [ 7 ] |

«Селина Кайл» была хорошо принята критиками. На агрегаторе Rotten Tomatoes этот эпизод получил рейтинг 72 % на основе 25 рецензий, а консенсус сайта гласит: «В отличие от пилотного эпизода, „Селина Кайл“ дает нескольким своим персонажам столь необходимое развитие, что еще больше отличает его от других воплощений вселенной Бэтмена».
Мэтт Фаулер из IGN поставил эпизоду «хорошие» 7,6 баллов из 10 и написал в своем вердикте: «Готэму все еще предстоит преодолеть препятствия, но „Селина Кайл“ больше похожа на попытку сериала заниматься своим делом и рассказывать свои истории, чем на премьеру. Тем не менее, копы слишком коррумпированы, и плохие парни совершали странные, идиотские поступки, из-за которых сериал несколько раз приостанавливался. Но Джада Пинкетт-Смит и Робин Лорд Тейлор по-прежнему отлично справляются с ролями Фиш Муни и Кобблпота. И прямо сейчас борьба криминальных авторитетов за власть мне нравится больше, чем все эти „полицейские и грабители“. Хотя Кукольник, маячивший в тени, был приятным дополнением, и отношения Гордона и Буллока улучшились».
Оливер Сава из The A.V. Club оценил эпизод на «троечку» и написал: «Готэму нужно найти правильный баланс между этими двумя основными элементами, чтобы добиться успеха, но, что более важно, ему нужно начать по−настоящему эмоционально погружаться в персонажей. Сериал должен перестать рассказывать нам, что чувствуют персонажи, и начать показывать, что они чувствуют, потому что после двух серий ни отношения, ни конфликты не кажутся полностью сформировавшимися. Кто эти персонажи, когда они не работают? Кто они такие, если не считать их связи с линчевателем, который еще много лет не появится в этом мире? Как только сериал начнет искать ответы на эти вопросы, он, возможно, выберется из ямы, вырытой этими первыми двумя главами».